# 189398 Soemmerring
189398 Soemmerring è un asteroide della fascia principale. Scoperto nel 2008, presenta un'orbita caratterizzata da un semiasse maggiore pari a 2,5860178 UA e da un'eccentricità di 0,1596684, inclinata di 4,99164° rispetto all'eclittica.
L'asteroide è dedicato all'antropologo tedesco Samuel Thomas von Sömmerring.